# Erwin Mortier
Erwin Mortier (Nevele, 28 november 1965) is een Vlaamse schrijver, dichter, essayist en vertaler. Hij groeide op in Hansbeke, een dorpje aan de zuidergrens van het Meetjesland. Mortier woont samen met radio- en televisiemaker Lieven Vandenhaute.

## Opleiding
Mortier studeerde kunstgeschiedenis in Gent en behaalde daarnaast het diploma van psychiatrisch verpleegkundige. Van 1991 tot 1999 was hij als wetenschappelijk medewerker verbonden aan het Dr. Guislain Museum, waar hij werkte op het vlak van de geschiedenis van de psychiatrie. In deze periode publiceerde hij in diverse literaire tijdschriften als De Gids, De Revisor, Het Nieuw Wereldtijdschrift en Optima.

## Schrijverscarrière

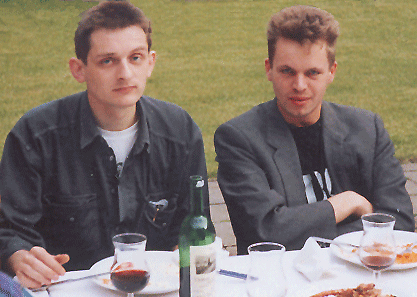
Erwin Mortier (links) en Lieven Vandenhaute (1991)

Sinds 1999 leeft Mortier uitsluitend van zijn pen. Hij heeft al verscheidene romans, novelles, dichtbundels en essays gepubliceerd. Een rode draad door zijn oeuvre is een grote bekommernis om de taal en de herinnering die erin vervat ligt. In zijn land is Mortier de drijvende kracht achter de herdenkingen van de Eerste Wereldoorlog waarin hij vooral bekend is door zijn roman Godenslaap en De spiegelingen. In 2005 werd Mortier voor een periode van twee jaar tot stadsdichter van Gent benoemd. De stadsgedichten die hij in die periode schreef, werden in de bundels Uit één vinger valt men niet en Voor de Stad en de Wereld gepubliceerd en bij zijn afscheid in januari 2007 in de uitgave Stadsgedichten 2005–2006 gebundeld.

## Uitgaven
Aanvankelijk publiceerde Mortier bij Uitgeverij Meulenhoff, in 1999 maakte hij de overstap naar De Bezige Bij. Bij De Slegte verscheen van hem een dichtbundel. Werken van Mortier worden in vertaling uitgegeven in Frankrijk (Éditions Fayard), Groot-Brittannië (Random House), Duitsland (Suhrkamp) en Bulgarije (Pik).

## Werk
Naast werk als columnist voor onder andere de krant De Morgen en de klassieke zender Klara en als ghostwriter voor onder anderen Goedele Liekens, publiceerde Mortier ook de volgende boeken:

#### Romans
- Marcel (1999), bekroond met de Debuutprijs 2000
- Mijn tweede huid (2000)
- Sluitertijd (2002, ook als luisterboek, voorgelezen door Mortier zelf)
- Alle dagen samen (2004)
- Godenslaap (2008)
- Gestameld liedboek: Moedergetijden, De Bezige Bij, 2011
- De spiegelingen (2014)
- De onbevlekte (2020)

#### Gedichten
- Vergeten licht, Meulenhoff, 2000.
- Uit één vinger valt men niet. Gedichten bij foto's van Lieve Blancquaert, De Bezige Bij, 2005.
- Voor de Stad en de Wereld, De Slegte, 2006, met vier etsen van Jan Decleir.[2]
- Stadsgedichten 2005–2006, Stad Gent en Poëziecentrum vzw, 2007.

#### Gebundelde essays en andere
- Pleidooi voor de zonde, De Bezige Bij, 2003.
- Naar nergens smaken. Schrijverscredo, Literarte, 2005.
- Avonden op het landgoed. Op reis met Gerard Reve, De Bezige Bij, 2007.
- Afscheid van Congo, met Jef Geeraerts terug naar de evenaar, De Bezige Bij, 2010.
- Een kleine filosofie van grote emoties: liefde, Pelckmans, 2023
- Slaap ons in. Monologen bij Beethovens muziek voor Goethe's tragedie 'Egmont' , [S.l., 2012][3]
- Passions Humaines, Toneelstuk samen met Guy Cassiers, 2015.
- Omtrent Liefde en Dood: Een afscheid, De Bezige Bij, 2017.

#### Vertalingen
In het vooruitzicht van 2014, de 100e verjaardag van het begin van de Eerste Wereldoorlog, deed Mortier drie vertalingen uit het Engels met getuigenissen van oorlogsverpleegsters uit die periode.
- Het kielzog van de oorlog, van de Amerikaanse verpleegster Ellen N. La Motte - 1916 - vertaling 2009.
- Verboden gebied, van de Amerikaanse verpleegster Mary Borden - 1929 - vertaling 2011.
- Dagboek zonder data, van de Britse vrijwilligster Enid Bagnold - 1917 - vertaling 2012.

In 2013 was hij klaar met de vertaling van Between the Acts van Virginia Woolf, met als titel Tussen de bedrijven.

## Nominaties
- Libris Literatuur Prijs en de Gouden Uil voor Mijn tweede huid
- Libris Literatuur Prijs voor De onbevlekte
- AKO-Literatuurprijs voor Sluitertijd
- Independent Foreign Fiction Prize voor While the Gods Were Sleeping (Godenslaap)

## Prijzen
Mortier behaalde verschillende literaire prijzen met zijn werk, onder andere:
- 1999 – Seghers-Literatuurprijs (Gerard Walschapprijs) voor Marcel
- 2000 – Rabobank Lenteprijs voor Literatuur voor Groeten uit Nieuwvliet
- 2000 – Lucy B. en C.W. van der Hoogtprijs[4]
- 2000 – Debutantenprijs voor Marcel
- 2000 – Gouden Ezelsoor voor Marcel
- 2002 – Cees Buddingh'-prijs voor Vergeten Licht
- 2009 – Tzumprijs voor de beste literaire zin uit Godenslaap
- 2009 – AKO Literatuurprijs voor Godenslaap[5]
- 2012 – Else Otten-Preis voor Götterschlaf, de Duitse vertaling door Christiane Kuby.
- 2013 – Prix du meilleur livre étranger voor de Franse vertaling Psaumes balbutiés, door Marie Hooghe-Stassen van Gestameld liedboek - Moedergetijden, in de categorie essay[6]